# Burin (Naplouse)
Pour les articles homonymes, voir Burin (homonymie).
Ne doit pas être confondu avec Iraq Burin.
Burin, en arabe : بورين, est un village du gouvernorat de Naplouse en Palestine,  situé à 7 km au sud-ouest de Naplouse, au centre de la Cisjordanie.
Selon le recensement du bureau central palestinien des statistiques, la localité compte une population de 2 844 habitants en 2017.